# 김만기 (학원인)
김만기(1918년~2005년 4월 4일)는 대한민국의 교육인으로, 대성학원의 설립자이다.
경상남도 진동 출신으로, 일본 후쿠시마 상업학교와 간사이 대학을 졸업하였다. 이후 재무부 사세국장을 지냈으며 1965년 대성학원을 설립하였다. 2005년 노환으로 88세의 나이로 사망하였다.